# Silver Threads and Golden Needles
Silver Threads and Golden Needles, skriven av Jack Rhodes och Dick Reynolds, är en sång som ursprungligen spelades in av Wanda Jackson 1956 (den ursprungliga sångtexten, framförd av Wanda Jackson, innehöll en extra vers, som oftast inte ingått i andras senare versioner, och skilde sig även på några andra mindre detaljer). Sången spelades också in av den brittiska popgruppen the Springfields, som 1962 hade en hit med den. En inspelning från det tidiga 1960-talet av Janis Joplin finns på Janis, ett samlingsalbum med inspelningar Janis Joplin från 1975. Linda Ronstadt spelade in en cover på sången 1969 på hennes studioalbum Hand Sown ... Home Grown. 1993 spelade countrytrion Dolly Parton, Tammy Wynette och Loretta Lynn in sången tillsammans på albumet Honky Tonk Angels.
Johnny Rivers hade stor framgång med låten 1965, från albumet Meanwhile Back at the Whisky à Go Go.

## Andra versioner
Med text på svenska av Lars Berghagen, som Silvertråd och gyllne nålar, spelade det svenska dansbandet Monte Carlo in sången 1979 på albumet Silvertråd och gyllne nålar . En annan text på svenska, skriven av Peter Stedt, heter "Du behöver inte silver, du behöver inte guld" och spelades in 1994 av det svenska dansbandet Christina Lindbergs orkester på albumet Sången till livet .
1992 spelade Unni Dybendal in sången med text på norska, som Tomme ord og fagre løfter med text av Ottar Johansen som B-sida till singeln "Jag trenger dig" .